# Malanyeu
Malanyeu és un poble del municipi de La Nou de Berguedà, comarca del Berguedà és a l'esquerra de la riera de Malanyeu, aquesta riera és un afluent del riu Llobregat pel seu marge esquerre.
Al vessant meridional hi ha els cingles de Malanyeu, que són un contrafort occidental de la serra del Catllaràs. Es troba a 999 metres sobre el nivell del mar, i al límit nord del municipi de La Nou de Berguedà.

## Geografia
El poble de Malanyeu està compost per un nucli, format per l'església de Sant Sadurní de Malanyeu, les antigues escoles (convertida en Pallissa i posteriorment enderrocades), les escoles noves, i dues cases, la resta de cases estan disseminades.

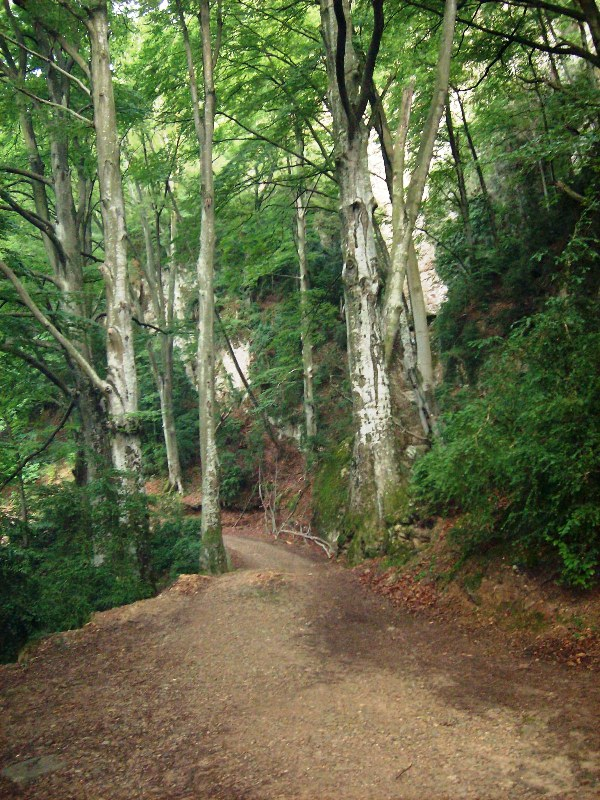
Font de les travesses

A Malanyeu, parlar d'hidrònims és parlar exclusivament de fonts, recs o torrents; tot i això, és un poble amb abundant aigua. Algunes de les fonts més destacades són:
- La font de les Travesses, és una de les fonts més populars de Malanyeu. El nom ve del llatí transversa. Aquest nom de travessar en aquest cas té el seu sentit, ja que és el lloc de pas per travessar les carenes que envolten Malanyeu per anar a Sant Julià de Cerdanyola, Falgars, la Clusa o bé Sant Jaume de Frontanyà. Els faigs centenaris són els protagonistes d'aquesta font, la seva alçada i frondositat a l'estiu, el fa un paratge d'una gran bellesa.
- La Font dels Cóms. En el camí que va de les Espinedes, a la collada de cal Serra, es troba, La font dels Cóms, probable ment és la de més altitud de Malanyeu, així com la d'aigua més fresca. El nom ve del cèltic Cumbos, el mot Cóm, es refereix a un recipient de pedra o bé de fusta, els cóms, s'empraven per abeurar el bestiar, i donar menjar als porcs, entre altres funcions. A la zona del Pirineu i zones properes, el cóm s'usava com a abeurador de font, això permetia al bestiar que pasturava a la muntanya, que allà on hi havia una font, tingues un recipient prou gros per poder-se abeurar.[3]
- La font Gran, La Font Gran es troba sota del Graell, d'aquest indret li arriba l'aigua, i és a tocar de la molina. Malgrat el nom tan grandiloqüent La Font Gran, és més aviat una font d'unes dimensions discretes. Malgrat les seves dimensions menudes si que és cert que és una font molt abundosa d'aigua, és probable que d'aquí li vingui el nom. Aquesta abundància d'aigua s'aprofita per abastir un bon nombre de cases del poble.[3]
- La font del Racó, és a prop del camí de la casa de les Espinedes, és una font de raig discret.
- La font de la Taleia darrere el cingle de Coma de Jou, i arran del rec de la Taleia, hi ha aquesta font, on l'aigua està assegurada, aigua que brolla de la terra i s'escola cap al rec de la Taleia.
- La font d'en To, està situada a la baga de la Batllia, a prop del nedo, i de l'Era Vella. Poc a destacar d'aquesta font excepte el misteri de l'origen del seu nom.
- L'ull de la Font. Una mica per sobre del camí que va de La font de les Travesses a cal Pigot, és on es troba aquesta font.

D'altres fonts que es poden trobar a Malanyeu, i que solen agafar el nom de la casa a la qual proveïen d'aigua serien; la font de cal Pigot, font de les Espinedes, font de la Casanova, font del Molí de Baix, la font de la Caseta o la font de la Solana.
Els recs o torrents
- El rec de Malanyeu, El mot Rec, a la zona de muntanya es refereix a un rierol d'un cert pendent i amb un corrent d'aigua força constant. Amb independència del nom, el rec de Malanyeu, té un petit corrent d'aigua, de cabal irregular, pot passar de quantitats molt generoses a quedar fins i tot eixut, aquest rec desemboca a les aigües del Llobregat, a l'altura del Far. Dins un context històric cal dir que en documents del segle xiii és anomenat, riu de Malanyeu.[3]
- Gorg de la Pera, a prop de la desembocadura del rec de Malanyeu al riu Llobregat hi ha una bassa considerablement profunda, aquesta bassa és coneguda popularment amb el nom de, el Gorg. L'afegit de pera, li ve donat per la semblança relativa que té amb l'esmentat fruit, el color verd amb diferents tonalitats, és el visualment més destacable d'aquest lloc. El Gorg de la Pera, s'alimenta de l'aigua que surt de la boca de les mines del Far, així doncs no l'afecten les periòdiques sequeres del rec de Malanyeu, i és abundós en aigua, freda i neta.[3]

## Història

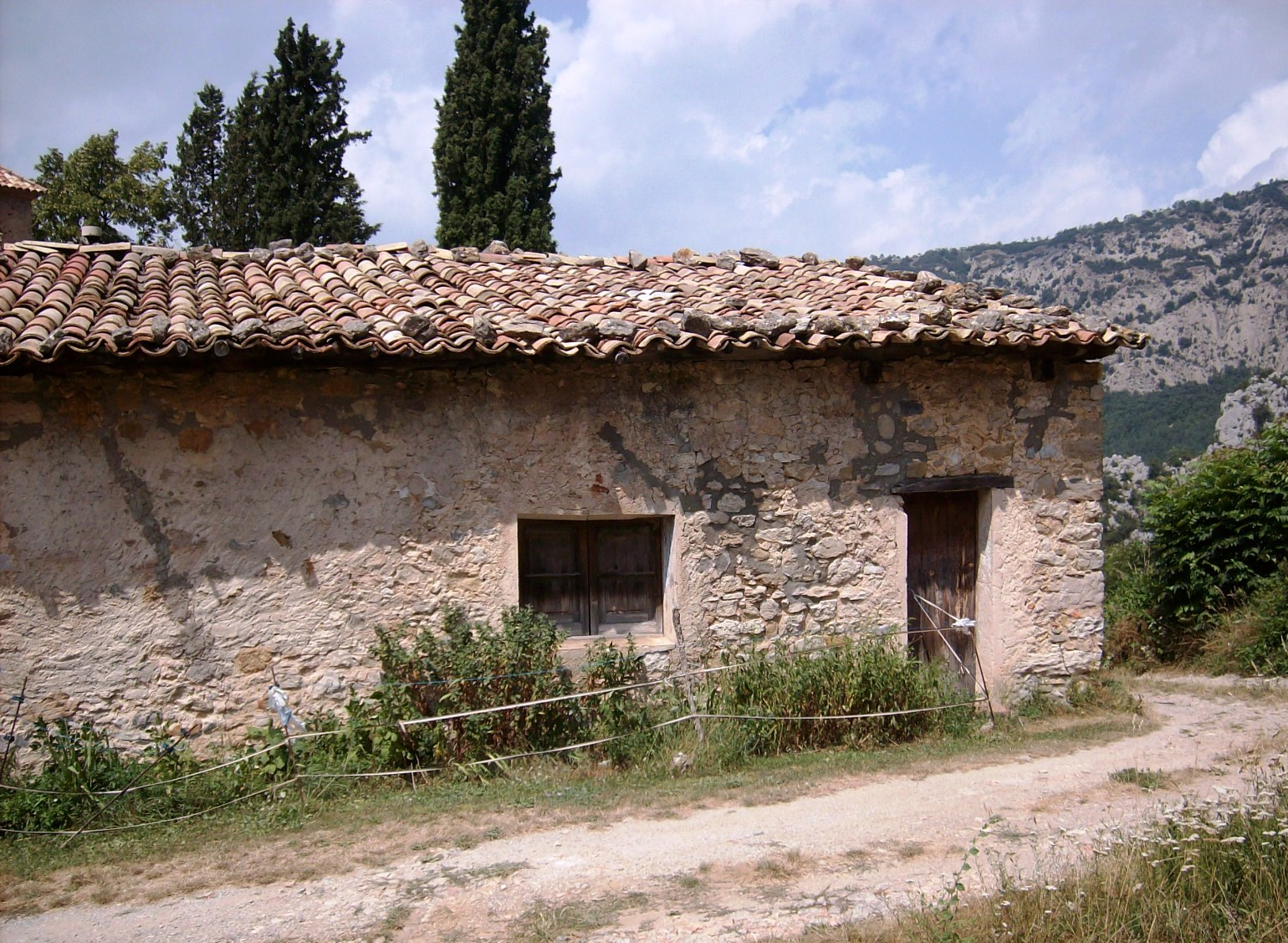
Escoles velles de Malanyeu

A terres berguedanes, segurament molt afectades per la ràtzia d'Abd-al-Màlik del 973, les primeres iniciatives de repoblació que es coneixen daten del segle ix. L'any 830, l'abat Calort de Sant Serni de Tavèrnoles extirpà erms i fundà una filial, el monestir de Sant Salvador de la Vedella, i ja el 833 es consagra l'església del castell de Lillet. Així doncs el que era el pagus de Berga torna a reviure. Una bona prova n'és la consagració de la Seu d'Urgell l'any 839, en aquesta consagració hi figuren 35 parròquies berguedanes: Castellar de n'Hug, Gavarrós, Baga, 
Cerdanyola, la Clusa, La Baells, i així fins a trenta-cinc, entre elles hi ha les de La Nou i Malanyeu. És així que el nom de Malanyeu, apareix documentat per primer cop a l'acta de consagració i dotació de la Catedral de la Seu d'Urgell. Aquest nom derivat del patronímic Malangecus, d'origen germànic, pot portar a pensar que hagi nascut als anys de la presència franca o visigòtica.
Als anys, 882, 886 es fa menció d'un molí. I el 929, es fa menció, per raó d'unes vendes de cases i terres que es varen fer, fa suposar que Malanyeu era un gran domini, resultant d'acumular compres més petites.
En un document de l'any 1078, conservat a l'arxiu del monestir de Ripoll, es fa referència a un vell molí del segle xi, aquest document del qual hi ha una còpia a l'arxiu de la corona d'Aragó diu el següent:
| « | El dia 3 de les calendes d'agost de 1078 el vescomte Udalard I de Besalú i la seva muller Ermessendis donaven al monestir de Santa Maria de Ripoll un alou que tenien al comtat de Berga, al lloc de Malanyeu (Malanez), amb els seus masos, cases i casals, horts i hortals, terres, vinyes conreades i vinyes incultes, prats, pastures boscos, garrics, molins, pins i arbres, totes les aigües i les seves conduccions. | » |
| — | |   |

Els límits d'aquest important alou eren clars: l'alou comprenia tot el que el vescomte i la seva muller tenien entre Sant Jaume de Frontanyà, l'alou de la Nou, el riu Llobregat, Lillet i Baga. El document també deixa clar que la donació es fa per remei de les animes dels donadors i del seu pare Bernad (Bernard Isarn) i de la seva mare (Amaltuda). Així firmen el document, els fills d'Udalard I i d'Ermessendis, Pere (que va morir abans de l'any 1115),Ermengarda (mor abans de l'any 1127)i Beatriu (morta després del 1142). Amb la donació d'Udalard el patrimoni de Ripoll al Berguedà s'incrementa considerablement, ja que el 1077 els comtes de Cerdanya havien cedit al monestir de Ripoll terres a Malanyeu i la Nou.
A Malanyeu el 1515, hi havia dos fogatges, tots dos, focs nobiliaris. Segons un document del demògraf i historiador Josep Iglésies i Fort.
Malanyeu i La Nou, varen formar part del Comtat de Cerdanya i més tard del Barcelona, varen ser incorporats a la Baronia de Pinós i Mataplana, ja a la fi del Segle XIV varen passar a ser possessió del Monestir de Ripoll al llarg del segle xvii, comença a incrementar-se la població, però és al llarg del segle xviii i del XIX que s'incrementa amb major mesura, gràcies a l'activitat minera.

### Monuments artístics
Sant Sadurní de Malanyeu és l'església del poble. És un edifici romànic, d'una sola nau acabada amb un absis semi circular coronada per un fris d'arcuacions cegues. Epoca; XII, XVIII

## Economia
A Malanyeu, a part de l'agricultura i la ramaderia, la indústria més important que hi va haver, varen ser les mines de carbó, actualment i des de fa anys estan tancades.
| \| Nom \| Mineral extret \| Propietaris o Empresa. \| Any d'explotacio \| Situació de la mina \| Anecdotari \| \| ----------------------------- \| -------------- \| ------------------------------------------------------------------------------------------------------------------------------------ \| ---------------------------------- \| -------------------------------------------------------------------------------- \| ------------------------------------------------------------------------------------------------------------------------------------------------------------------------------------------------------------------------------------------------------------------------------------------------------------------------------------------------------------------------------------------------------------------------------------------------------------------------------------------------------------------------------------------------------------ \| \| Mina del Solell. \| Carbó \| Collet,S.A. \| 1946-1950 \| A la dreta del torrent de Malanyeu \| Hi treballaven una vintena de persones. van arribar a les capes de carbó, però no les van explotar. \| \| Mina Sadurní o del Far \| Carbó \| La Carbonera Espanyola, Compañia General de Asfaltos y Porland Asland, Carbones de Berga,S.A i, més tard la seva filial, Collet,S.A. \| 1908-1964 \| Per sobre de la casa de Cal Romà \| Veure:Mina Sadurní o del Far. \| \| Transversal Superior del Far. \| Carbó i pedra. \| Collet,S.A.; posteriorment Cementos Collet, S.A va tornar a obrir la galeria. \| 1955-1964, posteriorment 1972-1984 \| A l'esquerra del torrent de Malanyeu, tocant a la carretera que va cap al poble. \| Collet, S.A. hi va fer un transversal de 450 m. per poder explotar el carbó. Amb els anys Cementos Collet, S.A. va tornar a obrir la Galeria per explotar-ne les capes de ciment. El Sr Baldomer Casas, fill de Bartolomé Casas, va ser qui va portar a terme aquesta nova explotació. Un equip de tres homes eren els encarregats dels treballs d'explotació. La galeria estava mecanitzada això permetia que el mineral fos transportat des de l'avançament de la mina fins a l'exterior, i d'allà amb camions fins a la fàbrica de Guardiola de Berguedà. \| |                | |                                    |                                                                                  | |
| Nom | Mineral extret | Propietaris o Empresa. | Any d'explotacio                   | Situació de la mina                                                              | Anecdotari |
| Mina del Solell. | Carbó          | Collet,S.A. | 1946-1950                          | A la dreta del torrent de Malanyeu                                               | Hi treballaven una vintena de persones. van arribar a les capes de carbó, però no les van explotar. |
| Mina Sadurní o del Far | Carbó          | La Carbonera Espanyola, Compañia General de Asfaltos y Porland Asland, Carbones de Berga,S.A i, més tard la seva filial, Collet,S.A. | 1908-1964                          | Per sobre de la casa de Cal Romà                                                 | Veure:Mina Sadurní o del Far. |
| Transversal Superior del Far. | Carbó i pedra. | Collet,S.A.; posteriorment Cementos Collet, S.A va tornar a obrir la galeria.                                                        | 1955-1964, posteriorment 1972-1984 | A l'esquerra del torrent de Malanyeu, tocant a la carretera que va cap al poble. | Collet, S.A. hi va fer un transversal de 450 m. per poder explotar el carbó. Amb els anys Cementos Collet, S.A. va tornar a obrir la Galeria per explotar-ne les capes de ciment. El Sr Baldomer Casas, fill de Bartolomé Casas, va ser qui va portar a terme aquesta nova explotació. Un equip de tres homes eren els encarregats dels treballs d'explotació. La galeria estava mecanitzada això permetia que el mineral fos transportat des de l'avançament de la mina fins a l'exterior, i d'allà amb camions fins a la fàbrica de Guardiola de Berguedà. |

### Mina Sadurní o del Far

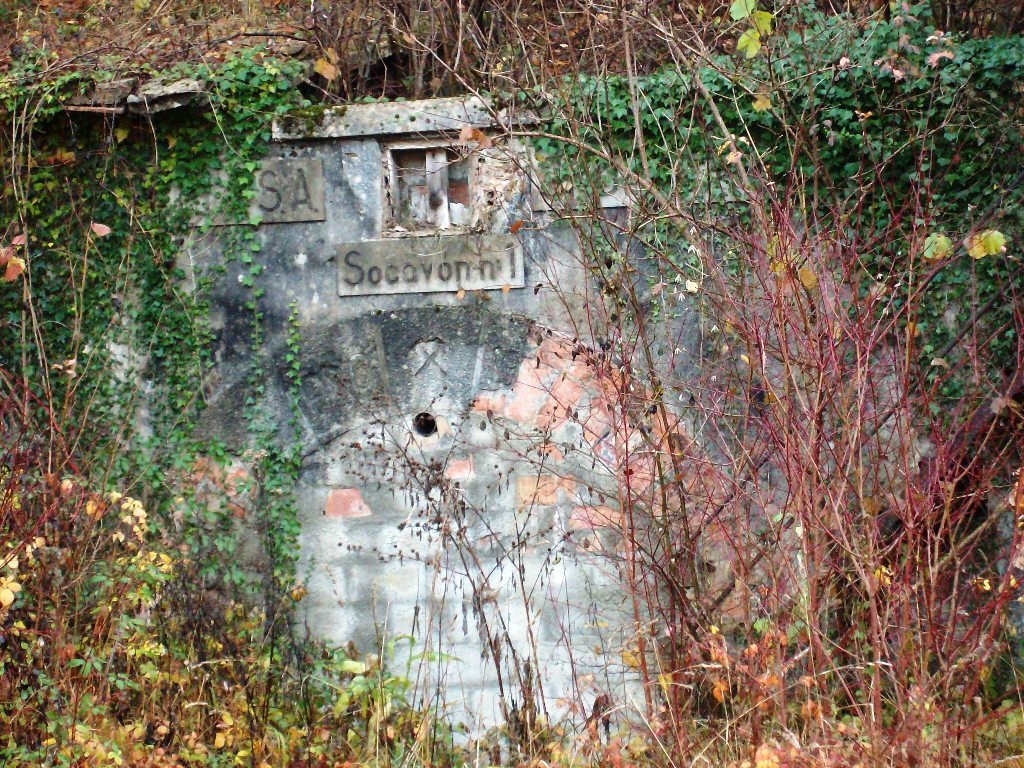
Boca de la Mina Sadurní o del Far

El 1908 La Carbonera Española, va començar l'explotació d'aquesta mina. Set-cents metres, aproximadament, són el que hi ha des de l'entrada de la boca mina, fins al primer pla inclinat. A mesura, que l'explotació de la mina anava avançant, es varen anar obrint diferents galeries interiors, aquestes galeries es comunicaven entre elles, a través de plans inclinats. En els seus inicis, l'extracció del mineral una vegada arrencat, i pel seu transport cap a l'exterior, es feia amb animals. Posteriorment i una vegada acabada la guerra civil espanyola, aquesta extracció es va mecanitzar, des de l'exterior de la mina, i fins a trobar el primer pla inclinat.
El 1910 la Compañia General de Asfaltos y Porland Aslant es va fer càrrec d'aquesta mina. A l'inici el carbó era transportat per un tren de carretera el qual remolcava un Locomòbil de vapor, cap a la fàbrica del Clot del Moro.
El 21 de novembre de 1904 es va inaugurar oficialment, el trajecte ferroviari d'Olvan a Guardiola de Berguedà, però no va ser fins al 1915 que es va inaugurar l'apartador del Far i es va solucionar el problema del transport. Més tard l'empresa va construir un telefèric que comunicava la bocamina directament amb l'apartador.
En els anys de la Primera Guerra Mundial, es va donar un desabastiment de carbó provinent de l'exterior, axó i la puixança de la indústria catalana, que treballava per als països en conflicte, va fer que es produís un important augment de la producció de lignit. En aquests anys es posa en funcionament el taller de classificació i rentat del carbó.